# Municipio de Milton (Minnesota)
El municipio de Milton (en inglés: Milton Township) es un municipio ubicado en el condado de Dodge en el estado estadounidense de Minnesota. En el año 2010 tenía una población de 734 habitantes y una densidad poblacional de 7,84 personas por km².

## Geografía
El municipio de Milton se encuentra ubicado en las coordenadas 44°8′50″N 92°43′49″O / 44.14722, -92.73028. Según la Oficina del Censo de los Estados Unidos, el municipio tiene una superficie total de 93.59 km², de la cual 93,36 km² corresponden a tierra firme y (0,24 %) 0,23 km² es agua.

## Demografía
Según el censo de 2010, había 734 personas residiendo en el municipio de Milton. La densidad de población era de 7,84 hab./km². De los 734 habitantes, el municipio de Milton estaba compuesto por el 96,73 % blancos, el 0,14 % eran afroamericanos, el 0,82 % eran asiáticos, el 1,63 % eran de otras razas y el 0,68 % eran de una mezcla de razas. Del total de la población el 4,5 % eran hispanos o latinos de cualquier raza.